# کادیدیا دیاوارا
کادیدیا دیاوارا (انگلیسی: Kadidia Diawara؛ زادهٔ ۱۶ مهٔ ۱۹۸۶) بازیکن فوتبال اهل مالی است.
دیاوارا کار خود را در مالی با تیم اف سی آمازونز بولکاسومبوگو آغاز کرد و در سال ۲۰۰۶ به باشگاه فوتبال زنان فرانسه استراسبورگ رفت. در فوریه ۲۰۱۲، او در بین پنج بازیکن دفاعی لیگ از سوی فدراسیون فوتبال فرانسه بهترین انتخاب شد. از سال ۲۰۰۳، دیاوارا برای تیم ملی فوتبال زنان مالی بازی کرده‌است و دو بار در جام ملت‌های زنان آفریقا در سال‌های ۲۰۰۶ و ۲۰۱۰ شرکت کرده‌است.